# Двічі приготована свинина
Двічі приготована свинина або подвійно приготована свинина (кит.: 回鍋肉; піньїнь: huíguōròu, буквально «повернений на сковороду-вок») — китайська страва в сичуаньській кухні. Свинину тушать, нарізають скибочками, а потім обсмажують — «повертають у вок». До свинини додають смажені овочі, найчастіше цибулю-порей, але часто капусту, болгарський перець, ріпчасту або зелену цибулю. Соус може включати рисове вино Шаосін, соус хойсин, соєвий соус, цукор, імбир, пасту з квасолі чилі та пасту з квасолі тяньм'яньцзян.  
Ця страва зазвичай асоціюється з янь цзянь ру (кит.: 鹽煎肉; літ.: 'солона смажена свинина'), яка має схожий смак, але готується іншим способом.

## Приготування
Процес приготування двічі вареної свинини включає в себе спочатку томління свинячих стейків з підчеревини у воді з додаванням спецій, таких як імбир, гвоздика, бадьян, зизифус або сіль. Після охолодження, щоб м'ясо затверділо, його нарізають тонкими скибочками. Потім свинину повертають у вок і неглибоко обсмажують в олії, зазвичай разом з деякими овочами. Найчастіше використовуються листя часнику, капуста пекінська, болгарський перець і цибуля. 
Ще один простий спосіб приготування цієї страви — зварити м'ясо до готовності, а потім обсмажити разом з іншими інгредієнтами. Альтернативний спосіб — обсмажити до готовності саме м'ясо, окремо обсмажити овочі, потім обсмажити все разом. Цей підхід до двічі обсмажувати свинину привів до назви «свинина, приготовлена двічі».
Готові соуси для свинини двічі варені також доступні у виробників харчових продуктів.

## Історія

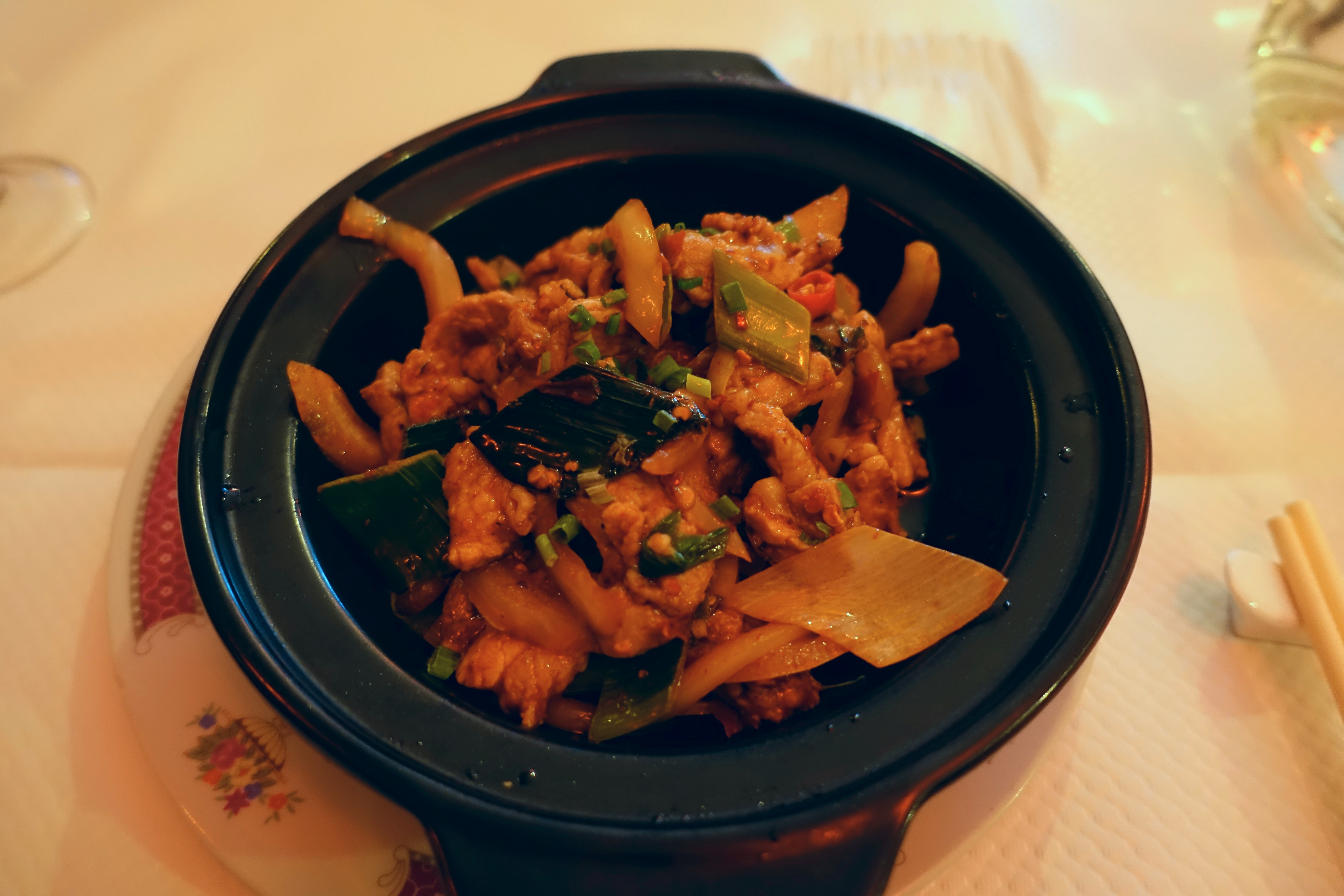
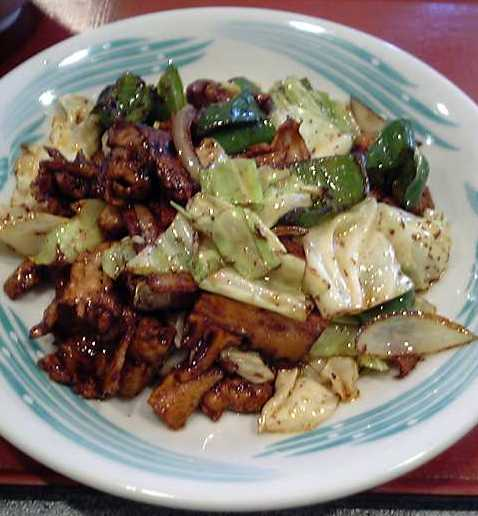
Японський стиль

Походження свинини, приготовленої двічі, невідоме.
Сичуаньці мають традицію насолоджуватися бенкетом кожного 1-го та 15-го місяців за традиційним китайським календарем, головною стравою якого є двічі приготовлена свинина. 